# Svenska mästerskapen i landsvägscykling 2014
Svenska mästerskapen i landsvägscykling 2014 arrangerades i Götene/Kinnekulle.

## Medaljörer

### Damer
| Gren                 | Guld                         | Silver                                 | Brons                                     |
| Linjelopp            | Emma Johansson Härnösands CK | Malin Rydlund Åhus CK                  | Saara Mustonen Team Crescent D.A.R.E Staf |
| Tempolopp            | Emma Johansson Härnösands CK | Eva Nyström Team Crescent D.A.R.E Staf | Malin Rydlund Åhus CK                     |
| Linjelopp – juniorer | Linda Halleröd Falköpings CK | Julia Karlsson Falköpings CK           | Ellinor Huusko Staffanstorp CK            |
| Tempolopp – juniorer | Linda Halleröd Falköpings CK | Julia Karlsson Falköpings CK           | Frida Knutsson Falu CK                    |

### Herrar
| Gren                 | Guld                                  | Silver                               | Brons                                |
| Linjelopp            | Michael Olsson Åhus CK                | Alexander Wetterhall Upsala CK       | Marcus Fåglum Karlsson Falköpings CK |
| Tempolopp            | Alexander Gingsjö Södertälje CK       | Alexander Wetterhall Upsala CK       | Marcus Fåglum Karlsson Falköpings CK |
| Linjelopp – juniorer | Max Wiklund-Hellstadius Motala AIF CK | Marcus Fåglum Karlsson Falköpings CK | Hampus Anderberg Halmstads CK        |
| Tempolopp – juniorer | Hampus Anderberg Halmstads CK         | Lucas Eriksson Falköpings CK         | Gustaf Andersson Motala AIF CK       |

### Webbkällor
- www.cku6.se/Cykel-SM2014/Resultat, Läst 6 juli 2016